# 8 uur van Bahrein 2020
De 8 uur van Bahrein 2020 was de achtste en laatste race van het FIA World Endurance Championship-seizoen 2019-2020. De race werd verreden op 14 november 2020 op het Bahrain International Circuit nabij Sakhir, Bahrein. De race werd gehouden als de vervanger van de 1000 mijl van Sebring, die vanwege de coronapandemie werd afgelast.
De race werd gewonnen door de Toyota Gazoo Racing #7 van Mike Conway, Kamui Kobayashi en José María López. De LMP2-klasse werd gewonnen door de Jackie Chan DC Racing #37 van Gabriel Aubry, Will Stevens en Ho-Pin Tung. De LMGTE Pro-klasse werd gewonnen door de Porsche GT Team #92 van Michael Christensen en Kévin Estre. De LMGTE Am-klasse werd gewonnen door de Team Project 1 #56 van Jörg Bergmeister, Egidio Perfetti en Larry ten Voorde.

## Inschrijvingen
Er waren 24 auto's ingeschreven voor de race, bestaande uit twee in de LMP1-klasse, zes in de LMP2-klasse, zes in de LMGTE Pro-klasse en tien in de LMGTE Am-klasse. In de LMP1-klasse verschenen de beide Rebellion Racing-auto's en de #4 ByKolles Racing Team niet meer aan de start, terwijl in de LMP2-klasse de #33 High Class Racing en de #42 Cool Racing niet voor de race waren ingeschreven. In de LMGTE Pro-klasse was Alessandro Pier Guidi in de #51 AF Corse vervangen door Daniel Serra. In de #97 Aston Martin Racing was de plaats van Alex Lynn ingenomen door Richard Westbrook.
In de LMGTE Am-klasse stond de #70 MR Racing niet aan de start. In de #56 Team Project 1 werd Matteo Cairoli vervangen door Jörg Bergmeister, terwijl in de #57-inschrijving van hetzelfde team Dylan Pereira de plaats van Felipe Fraga had overgenomen. In de #62 Red River Sport waren Kei Cozzolino en Colin Noble ingeschreven in de plaats van Charles Hollings en Johnny Mowlem. In de #77 Dempsey-Proton Racing was Matt Campbell vervangen door Dennis Olsen. In de #88-inschrijving van hetzelfde team waren Dominique Bastien, Adrien De Leener en Thomas Preining vervangen door Jaxon Evans, Marco Holzer en Khaled Al Qubaisi. In de #86 Gulf Racing nam Alessio Picariello de plaats in van Andrew Watson. Tot slot werd in de #98 Aston Martin Racing Augusto Farfus vervangen door Pedro Lamy.
Een groot aantal van de rijderswissels werd veroorzaakt doordat de 12 uur van Sebring in hetzelfde weekend werd gehouden.

## Kwalificatie
Tijden vetgedrukt betekent de snelste tijd in die klasse.
| Pos. | Klasse    | No. | Team                  | Tijd     | Grid |
| ---- | --------- | --- | --------------------- | -------- | ---- |
| 1    | LMP1      | 7   | Toyota Gazoo Racing   | 1:40.747 | 1    |
| 2    | LMP1      | 8   | Toyota Gazoo Racing   | 1:41.498 | 2    |
| 3    | LMP2      | 22  | United Autosports     | 1:47.060 | 3    |
| 4    | LMP2      | 37  | Jackie Chan DC Racing | 1:48.238 | 4    |
| 5    | LMP2      | 36  | Signatech Alpine Elf  | 1:48.470 | 5    |
| 6    | LMP2      | 38  | Jota Sport            | 1:48.901 | 6    |
| 7    | LMP2      | 29  | Racing Team Nederland | 1:50.339 | 7    |
| 8    | LMP2      | 47  | Cetilar Racing        | 1:51.079 | 8    |
| 9    | LMGTE Pro | 92  | Porsche GT Team       | 1:56.505 | 9    |
| 10   | LMGTE Pro | 95  | Aston Martin Racing   | 1:56.521 | 10   |
| 11   | LMGTE Pro | 51  | AF Corse              | 1:56.706 | 11   |
| 12   | LMGTE Pro | 91  | Porsche GT Team       | 1:57.124 | 12   |
| 13   | LMGTE Pro | 71  | AF Corse              | 1:57.217 | 13   |
| 14   | LMGTE Pro | 97  | Aston Martin Racing   | 1:57.376 | 14   |
| 15   | LMGTE Am  | 98  | Aston Martin Racing   | 1:58.356 | 15   |
| 16   | LMGTE Am  | 90  | TF Sport              | 1:58.799 | 16   |
| 17   | LMGTE Am  | 62  | Red River Sport       | 1:58.868 | 17   |
| 18   | LMGTE Am  | 56  | Team Project 1        | 1:58.896 | 18   |
| 19   | LMGTE Am  | 54  | AF Corse              | 1:58.960 | 19   |
| 20   | LMGTE Am  | 57  | Team Project 1        | 1:59.039 | 20   |
| 21   | LMGTE Am  | 83  | AF Corse              | 1:59.349 | 21   |
| 22   | LMGTE Am  | 88  | Dempsey-Proton Racing | 1:59.424 | 22   |
| 23   | LMGTE Am  | 86  | Gulf Racing           | 1:59.553 | 23   |
| 24   | LMGTE Am  | 77  | Dempsey-Proton Racing | 1:59.665 | 24   |

## Uitslag
Winnaars in hun klasse zijn vetgedrukt; LMP1 is rood, LMP2 is blauw, LMGTE Pro is groen en LMGTE Am is oranje.
| Pos. | Klasse    | No. | Team                  | Coureurs                                                 | Chassis                       | Banden | Ronden | Tijd/Reden  |
| Pos. | Klasse    | No. | Team                  | Coureurs                                                 | Motor                         | Banden | Ronden | Tijd/Reden  |
| ---- | --------- | --- | --------------------- | -------------------------------------------------------- | ----------------------------- | ------ | ------ | ----------- |
| 1    | LMP1      | 7   | Toyota Gazoo Racing   | Mike Conway Kamui Kobayashi José María López             | Toyota TS050 Hybrid           | M      | 263    | 8:00:13.867 |
| 1    | LMP1      | 7   | Toyota Gazoo Racing   | Mike Conway Kamui Kobayashi José María López             | Toyota 2.4 L Turbo V6         | M      | 263    | 8:00:13.867 |
| 2    | LMP1      | 8   | Toyota Gazoo Racing   | Sébastien Buemi Brendon Hartley Kazuki Nakajima          | Toyota TS050 Hybrid           | M      | 263    | +1:04.594   |
| 2    | LMP1      | 8   | Toyota Gazoo Racing   | Sébastien Buemi Brendon Hartley Kazuki Nakajima          | Toyota 2.4 L Turbo V6         | M      | 263    | +1:04.594   |
| 3    | LMP2      | 37  | Jackie Chan DC Racing | Gabriel Aubry Will Stevens Ho-Pin Tung                   | Oreca 07                      | G      | 247    | +16 ronden  |
| 3    | LMP2      | 37  | Jackie Chan DC Racing | Gabriel Aubry Will Stevens Ho-Pin Tung                   | Gibson GK428 4.2 L V8         | G      | 247    | +16 ronden  |
| 4    | LMP2      | 38  | Jota Sport            | Anthony Davidson António Félix da Costa Roberto González | Oreca 07                      | G      | 247    | +16 ronden  |
| 4    | LMP2      | 38  | Jota Sport            | Anthony Davidson António Félix da Costa Roberto González | Gibson GK428 4.2 L V8         | G      | 247    | +16 ronden  |
| 5    | LMP2      | 29  | Racing Team Nederland | Frits van Eerd Giedo van der Garde Nyck de Vries         | Oreca 07                      | M      | 247    | +16 ronden  |
| 5    | LMP2      | 29  | Racing Team Nederland | Frits van Eerd Giedo van der Garde Nyck de Vries         | Gibson GK428 4.2 L V8         | M      | 247    | +16 ronden  |
| 6    | LMP2      | 22  | United Autosports     | Filipe Albuquerque Philip Hanson Paul di Resta           | Oreca 07                      | M      | 247    | +16 ronden  |
| 6    | LMP2      | 22  | United Autosports     | Filipe Albuquerque Philip Hanson Paul di Resta           | Gibson GK428 4.2 L V8         | M      | 247    | +16 ronden  |
| 7    | LMP2      | 36  | Signatech Alpine Elf  | Thomas Laurent André Negrão Pierre Ragues                | Alpine A470                   | M      | 246    | +17 ronden  |
| 7    | LMP2      | 36  | Signatech Alpine Elf  | Thomas Laurent André Negrão Pierre Ragues                | Gibson GK428 4.2 L V8         | M      | 246    | +17 ronden  |
| 8    | LMGTE Pro | 92  | Porsche GT Team       | Michael Christensen Kévin Estre                          | Porsche 911 RSR-19            | M      | 235    | +28 ronden  |
| 8    | LMGTE Pro | 92  | Porsche GT Team       | Michael Christensen Kévin Estre                          | Porsche 4.2 L Flat-6          | M      | 235    | +28 ronden  |
| 9    | LMGTE Pro | 91  | Porsche GT Team       | Gianmaria Bruni Richard Lietz                            | Porsche 911 RSR-19            | M      | 235    | +28 ronden  |
| 9    | LMGTE Pro | 91  | Porsche GT Team       | Gianmaria Bruni Richard Lietz                            | Porsche 4.2 L Flat-6          | M      | 235    | +28 ronden  |
| 10   | LMGTE Pro | 71  | AF Corse              | Miguel Molina Davide Rigon                               | Ferrari 488 GTE Evo           | M      | 235    | +28 ronden  |
| 10   | LMGTE Pro | 71  | AF Corse              | Miguel Molina Davide Rigon                               | Ferrari F154CB 4.0 L Turbo V8 | M      | 235    | +28 ronden  |
| 11   | LMGTE Pro | 97  | Aston Martin Racing   | Maxime Martin Richard Westbrook                          | Aston Martin Vantage AMR      | G      | 234    | +29 ronden  |
| 11   | LMGTE Pro | 97  | Aston Martin Racing   | Maxime Martin Richard Westbrook                          | Aston Martin 4.0 L Turbo V8   | G      | 234    | +29 ronden  |
| 12   | LMGTE Pro | 95  | Aston Martin Racing   | Marco Sørensen Nicki Thiim                               | Aston Martin Vantage AMR      | M      | 233    | +30 ronden  |
| 12   | LMGTE Pro | 95  | Aston Martin Racing   | Marco Sørensen Nicki Thiim                               | Aston Martin 4.0 L Turbo V8   | M      | 233    | +30 ronden  |
| 13   | LMGTE Am  | 56  | Team Project 1        | Jörg Bergmeister Egidio Perfetti Larry ten Voorde        | Porsche 911 RSR               | M      | 232    | +31 ronden  |
| 13   | LMGTE Am  | 56  | Team Project 1        | Jörg Bergmeister Egidio Perfetti Larry ten Voorde        | Porsche 4.0 L Flat-6          | M      | 232    | +31 ronden  |
| 14   | LMGTE Am  | 83  | AF Corse              | Emmanuel Collard Nicklas Nielsen François Perrodo        | Ferrari 488 GTE Evo           | M      | 232    | +31 ronden  |
| 14   | LMGTE Am  | 83  | AF Corse              | Emmanuel Collard Nicklas Nielsen François Perrodo        | Ferrari F154CB 4.0 L Turbo V8 | M      | 232    | +31 ronden  |
| 15   | LMGTE Am  | 88  | Dempsey-Proton Racing | Jaxon Evans Marco Holzer Khaled Al Qubaisi               | Porsche 911 RSR               | M      | 232    | +31 ronden  |
| 15   | LMGTE Am  | 88  | Dempsey-Proton Racing | Jaxon Evans Marco Holzer Khaled Al Qubaisi               | Porsche 4.0 L Flat-6          | M      | 232    | +31 ronden  |
| 16   | LMGTE Am  | 54  | AF Corse              | Francesco Castellacci Giancarlo Fisichella Thomas Flohr  | Ferrari 488 GTE Evo           | M      | 232    | +31 ronden  |
| 16   | LMGTE Am  | 54  | AF Corse              | Francesco Castellacci Giancarlo Fisichella Thomas Flohr  | Ferrari F154CB 4.0 L Turbo V8 | M      | 232    | +31 ronden  |
| 17   | LMGTE Am  | 86  | Gulf Racing           | Ben Barker Alessio Picariello Michael Wainwright         | Porsche 911 RSR               | M      | 232    | +31 ronden  |
| 17   | LMGTE Am  | 86  | Gulf Racing           | Ben Barker Alessio Picariello Michael Wainwright         | Porsche 4.0 L Flat-6          | M      | 232    | +31 ronden  |
| 18   | LMGTE Am  | 57  | Team Project 1        | Jeroen Bleekemolen Ben Keating Dylan Pereira             | Porsche 911 RSR               | M      | 231    | +32 ronden  |
| 18   | LMGTE Am  | 57  | Team Project 1        | Jeroen Bleekemolen Ben Keating Dylan Pereira             | Porsche 4.0 L Flat-6          | M      | 231    | +32 ronden  |
| 19   | LMGTE Pro | 51  | AF Corse              | James Calado Daniel Serra                                | Ferrari 488 GTE Evo           | M      | 231    | +32 ronden  |
| 19   | LMGTE Pro | 51  | AF Corse              | James Calado Daniel Serra                                | Ferrari F154CB 4.0 L Turbo V8 | M      | 231    | +32 ronden  |
| 20   | LMGTE Am  | 77  | Dempsey-Proton Racing | Dennis Olsen Riccardo Pera Christian Ried                | Porsche 911 RSR               | M      | 231    | +32 ronden  |
| 20   | LMGTE Am  | 77  | Dempsey-Proton Racing | Dennis Olsen Riccardo Pera Christian Ried                | Porsche 4.0 L Flat-6          | M      | 231    | +32 ronden  |
| 21   | LMGTE Am  | 90  | TF Sport              | Jonathan Adam Charlie Eastwood Salih Yoluç               | Aston Martin Vantage AMR      | M      | 231    | +32 ronden  |
| 21   | LMGTE Am  | 90  | TF Sport              | Jonathan Adam Charlie Eastwood Salih Yoluç               | Aston Martin 4.0 L Turbo V8   | M      | 231    | +32 ronden  |
| 22   | LMGTE Am  | 98  | Aston Martin Racing   | Paul Dalla Lana Ross Gunn Pedro Lamy                     | Aston Martin Vantage AMR      | G      | 231    | +32 ronden  |
| 22   | LMGTE Am  | 98  | Aston Martin Racing   | Paul Dalla Lana Ross Gunn Pedro Lamy                     | Aston Martin 4.0 L Turbo V8   | G      | 231    | +32 ronden  |
| 23   | LMGTE Am  | 62  | Red River Sport       | Kei Cozzolino Bonamy Grimes Colin Noble                  | Ferrari 488 GTE Evo           | M      | 231    | +32 ronden  |
| 23   | LMGTE Am  | 62  | Red River Sport       | Kei Cozzolino Bonamy Grimes Colin Noble                  | Ferrari F154CB 4.0 L Turbo V8 | M      | 231    | +32 ronden  |
| 24   | LMP2      | 47  | Cetliar Racing        | Andrea Belicchi Roberto Lacorte Giorgio Sernagiotto      | Dallara P217                  | M      | 231    | +32 ronden  |
| 24   | LMP2      | 47  | Cetliar Racing        | Andrea Belicchi Roberto Lacorte Giorgio Sernagiotto      | Gibson GK428 4.2 L V8         | M      | 231    | +32 ronden  |

## Eindstanden na wedstrijd
LMP (coureurs)
| Pos | Coureur                                         | Punten |
| --- | ----------------------------------------------- | ------ |
| 1   | Mike Conway Kamui Kobayashi José María López    | 207    |
| 2   | Sébastien Buemi Brendon Hartley Kazuki Nakajima | 202    |
| 3   | Gustavo Menezes Norman Nato Bruno Senna         | 145    |
| 4   | Filipe Albuquerque Philip Hanson                | 90     |
| 5   | Paul di Resta                                   | 82     |

LMP1 (teams)
| Pos | Team                | Punten |
| --- | ------------------- | ------ |
| 1   | Toyota Gazoo Racing | 241    |
| 2   | Rebellion Racing    | 145    |
| 3   | Team LNT            | 29     |

GTE (coureurs)
| Pos | Coureur                         | Punten |
| --- | ------------------------------- | ------ |
| 1   | Marco Sørensen Nicki Thiim      | 172    |
| 2   | Maxime Martin                   | 160    |
| 3   | Michael Christensen Kévin Estre | 148    |
| 4   | Alex Lynn                       | 142    |
| 5   | James Calado                    | 132    |

GTE (constructeurs)
| Pos | Constructeur | Punten |
| --- | ------------ | ------ |
| 1   | Aston Martin | 332    |
| 2   | Porsche      | 289    |
| 3   | Ferrari      | 250    |

LMP2 (coureurs)
| Pos | Coureur                                 | Punten |
| --- | --------------------------------------- | ------ |
| 1   | Filipe Albuquerque Philip Hanson        | 190    |
| 2   | Paul di Resta                           | 175    |
| 3   | António Félix da Costa Roberto González | 152    |
| 4   | Anthony Davidson                        | 142    |
| 5   | Will Stevens Ho-Pin Tung                | 136    |

LMP2 (teams)
| Pos | Nr | Team                  | Punten |
| --- | -- | --------------------- | ------ |
| 1   | 22 | United Autosports     | 190    |
| 2   | 38 | Jota Sport            | 152    |
| 3   | 37 | Jackie Chan DC Racing | 136    |
| 4   | 29 | Racing Team Nederland | 130    |
| 5   | 36 | Signatech Alpine Elf  | 109    |

GTE Am (coureurs)
| Pos | Coureur                                           | Punten |
| --- | ------------------------------------------------- | ------ |
| 1   | Emmanuel Collard Nicklas Nielsen François Perrodo | 167    |
| 2   | Jonathan Adam Charlie Eastwood Salih Yoluç        | 154    |
| 3   | Larry ten Voorde                                  | 119    |
| 4   | Egidio Perfetti                                   | 118    |
| 5   | Riccardo Pera Christian Ried                      | 107,5  |

GTE Am (teams)
| Pos | Nr | Team                  | Punten |
| --- | -- | --------------------- | ------ |
| 1   | 83 | AF Corse              | 167    |
| 2   | 90 | TF Sport              | 154    |
| 3   | 56 | Team Project 1        | 118    |
| 4   | 77 | Dempsey-Proton Racing | 107,5  |
| 5   | 57 | Team Project 1        | 101,5  |